# Bolemoreus
Bolemoreus is een geslacht van zangvogels uit de familie honingeters (Meliphagidae).

## Soorten
De volgende soorten zijn bij het geslacht ingedeeld:
- Bolemoreus frenatus – Bontbekhoningeter
- Bolemoreus hindwoodi – Eungellahoningeter